# ルイージ・ロッシ
ルイージ・ロッシ（Luigi Rossi, 1597年 - 1653年2月19日）はイタリア初期バロック音楽の作曲家。ナポリ出身と伝えられる。生涯について実際のところは不明である。ロッシの歌劇《魔法にかけられた宮殿 Il Palazzo Incantato》は、1642年にローマで上演されている。1646年に枢機卿ジュール・マザランにパリに招かれ、歌劇《オルフェオとエウリディーチェの結婚 Le Ménage d'Orphée et d'Euridice》（ (Orfeo (Rossi)) 、1647年）を上演。これはフランスで上演された最初のイタリア・オペラとなった。主役（プリモ・ウォーモ）をカストラートのアット・メラーニが演じた。
1646年に出版された《カンタータ集》によると、ロッシはアントニオ・バルベリーニ枢機卿のお抱え音楽家であったという。ジャコモ・アントニオ・ペルティは1688年に、ロッシをカリッシミやチェスティと並ぶ三大巨匠のひとりに数え上げている。
ロッシは、もっぱら室内カンタータの作曲家として特筆するに価し、ロッシのこれらの作品は、17世紀に創り出されたうちで最も優れた例となっている。膨大な作品が自筆譜のまま大英図書館やオックスフォード大学クライストチャーチ校附属図書館に保存されている。ベルギーの音楽学者・音楽理論家のフランソワ＝オーギュスト・ジュヴァールは、瞠目すべき譜例集『イタリアの栄光 Les Gloires d'Italie』の中で、ロッシの《ジェローシア La Gelosia》をとり上げた。